# Пальміра (містечко, Нью-Йорк)
Пальміра (англ. Palmyra) — місто (англ. town) в США, в окрузі Вейн штату Нью-Йорк. Населення — 7 975 осіб (2010).

## Географія
Пальміра розташована за координатами 42°4′7″ пн. ш. 79°29′14″ зх. д. / 42.06861° пн. ш. 79.48722° зх. д. (42.068570, -79.487189).  За даними Бюро перепису населення США в 2010 році місто мало площу 5,71 км², з яких 5,70 км² — суходіл та 0,02 км² — водойми.

## Демографія
Згідно з переписом 2010 року, у селищі мешкало 479 осіб у 195 домогосподарствах у складі 134 родин. Густота населення становила 84 особи/км².  Було 210 помешкань (37/км²).
Расовий склад населення:
| - 97,7 % — білих - 0,6 % — корінних американців - 0,4 % — азіатів - 0,2 % — чорних або афроамериканців |

До двох чи більше рас належало 1,0 %. Частка іспаномовних становила 1,9 % від усіх жителів.
За віковим діапазоном населення розподілялося таким чином: 27,1 % — особи молодші 18 років, 52,4 % — особи у віці 18—64 років, 20,5 % — особи у віці 65 років та старші. Медіана віку мешканця становила 40,7 року. На 100 осіб жіночої статі у селищі припадало 94,7 чоловіків;  на 100 жінок у віці від 18 років та старших — 90,7 чоловіків також старших 18 років.
Середній дохід на одне домашнє господарство  становив 48 426 доларів США (медіана — 36 691), а середній дохід на одну сім'ю — 61 569 доларів (медіана — 54 375). Медіана доходів становила 50 469 доларів для чоловіків та 26 917 доларів для жінок. За межею бідності перебувало 11,0 % осіб, у тому числі 11,2 % дітей у віці до 18 років та 8,3 % осіб у віці 65 років та старших.
Цивільне працевлаштоване населення становило 185 осіб. Основні галузі зайнятості: освіта, охорона здоров'я та соціальна допомога — 21,1 %, виробництво — 19,5 %, мистецтво, розваги та відпочинок — 12,4 %, роздрібна торгівля — 10,8 %.